# Alberto Ravaglioli
Alberto Ravaglioli (Roma, 13 agosto 1947 – Portoferraio, 12 agosto 2023) è stato un critico cinematografico e direttore artistico italiano.

## Biografia
Figlio dello scrittore Armando Ravaglioli e fratello del giornalista Marco Ravaglioli, fin dai tempi dell'università si occupò dell'organizzazione di manifestazioni legate al cinema, fondando in particolare nel 1973 il Cineclub Tevere .
Nel 1981 creò il Fantafestival, mostra internazionale del cinema di fantascienza e del fantastico, che diresse fino al 2017 . Il festival si affermò presto come uno dei principali eventi dedicati al cinema di genere, tanto da far parte nel 1987 della European Fantastic Film Festivals Federation.
Nell'ambito dell'Estate Romana, a fine anni '80 Ravaglioli diede vita anche al Cineporto, rassegna di cinema, musica e gastronomia.
Collaborò inoltre attivamente a manifestazioni promosse dal Ministero degli Affari Esteri per la diffusione del cinema italiano nel mondo, in particolare nell'Europa dell'Est (Repubblica Ceca, Repubblica Slovacca, Polonia, Ungheria, Croazia, Romania, Moldavia) e in Sudafrica (con la rassegna Window on Italian Cinema).
Ravaglioli è morto nel 2023 all'Isola d'Elba.

## Pubblicazioni
- Terence Fisher. Un artigiano dell'horror, Associazione Universitaria Teatrale, 1983, con Fabio Giovannini
- 20th Century Fox. 50 anni di grande cinema, Editori del Grifo, 1985, con Renato Venturelli
- Quella strana pubblicità, Biblohaus, 2017, con Mauro Chiabrando
- Viaggi di carta. Etichette da valigia, Dante & Descartes, 2021